# Buřňák Pycroftův
Buřňák Pycroftův (Pterodroma pycrofti) je druh trubkonosého ptáka z čeledi buřňákovití, který hnízdí pouze na několika malých ostrovech u Severního ostrova Nového Zélandu. Zbytek roku tráví na moři v Tichém oceánu.

## Systematika
První exemplář druhu zaznamenal českorakouský přírodovědec Andreas Reischek na ostrovech Hen a Chicken v roce 1880. Reischek se domníval, že se jedná o buřňáka Cookova (Pterodroma cookii), který by mohl mít na ostrovech Hen a Chicken kolonii. Novozélandský ornitolog Arthur Pycroft proto inicioval průzkumnou výpravu na Hen a Chicken, jejímž cílem bylo zjistit, zda buřňáci Cookovi na ostrovech skutečně hnízdí. Další novozélandský ornitolog Robert Falla v roce 1932 na ostrově Hen pořídil dva exempláře, na základě kterých o rok později popsal nový druh Pterodroma pycrofti (buřňák Pycroftův). Druhové jméno druhu odkazuje k Arthuru Pycroftovi.

## Rozšíření a populace
Druh je endemický k Novému Zélandu. Hnízdí pouze na několika malých ostrovech a jejich přilehlých ostrůvcích u severního pobřeží Severního ostrova. Konkrétně se jedná o ostrovy Mercury, Hen a Chicken, Ostrovy chudých rytířů a Ririwha. V letech 2001–2003 byla založena nová kolonie na ostrově Repanga (Cuvier). K roku 2018 se kolonie druhu nacházely celkem na 12 lokalitách. Po skončení doby hnízdění buřňáci Pycroftovi migrují do tropických částí Tichomoří, kde tráví zimní měsíce (květen–září).
Celkový počet buřňáků Pycroftových se k roku 2015 odhadoval na 10 000 párů, přičemž kolem 80 % z nich se nachází na ostrově Red Mercury (součást souostroví Mercury).

## Popis
Tento menší buřňákovitý pták dosahuje délky těla kolem 28 cm a váhy kolem 160 g. Křídla jsou dlouhá, tenká a na koncích zašpičatělá. Svrchní strana ptáka je šedá. Na svrchní straně křídel se od kostřece (spodní části hřbetu) ke konečkům křídel táhne tmavě hnědý pruh, který při roztáhnutí křídel má tvar písmene M. Spodní část těla je převážně bílá. Po náběžné hraně křídla od konečků ručních letek po ohbí křídla se táhne černý proužek, který z ohbí krátce pokračuje diagonálně přes křídlo směrem k tělu. Krátký tmavý zobák je dlouhý kolem 24 mm. Nohy jsou namodralé s tmavými prsty a tmavými konečky blán.
Druh je snadno ta zaměnitelný s buřňákem Cookovým (Pterodroma cookii), kterému je extrémně podobný. Buřňáci Cookovi jsou sice o něco větší, avšak to je v terénu jen těžko pozorovatelné, takže hlavním rozlišovacím znakem mezi oběma druhy je opeření na horní a zadní části hlavy, které je u buřňáků Pycroftových o něco tmavší.

## Biologie
Buřňáci Pycroftovi jsou člověkem jen těžko pozorovatelní. Hnízdí na neobydlených, těžce přístupných ostrovech a zbytek roku tráví na otevřeném moři, kde jsou snadno zaměnitelní s mnohem početnějšími buřňáky Cookovými. Na hnízdištích jsou navíc aktivní hlavně v noci; přes den se krmí na moři a na hnízdiště dolétávají až asi hodinu po soumraku. Jejich vokální projev na zemi se omezuje na občasné pištící a skučící zvuky na hnízdech, které vydávají v případě vyrušení, samostatní jedinci někdy zavrčí a kontaktní zdravice v rámci páru připomíná škemrání. Ve vzduchu se projevují mnohem častěji, a to hlasitým, vysoce položený zip-zip nebo pronikavým vrzavým, nízko položeným te-te. V době hnízdění se živí hlavně malými desetiramenatci, korýši a malými rybkami. Většinu kořisti sbírají z vodní hladiny, avšak dokáží se potopit až do hloubky 2 m. K přirozeným predátorům patří hatérie novozélandská, která občas může buřňáky vyhnat z hnízdící nory.

### Hnízdění

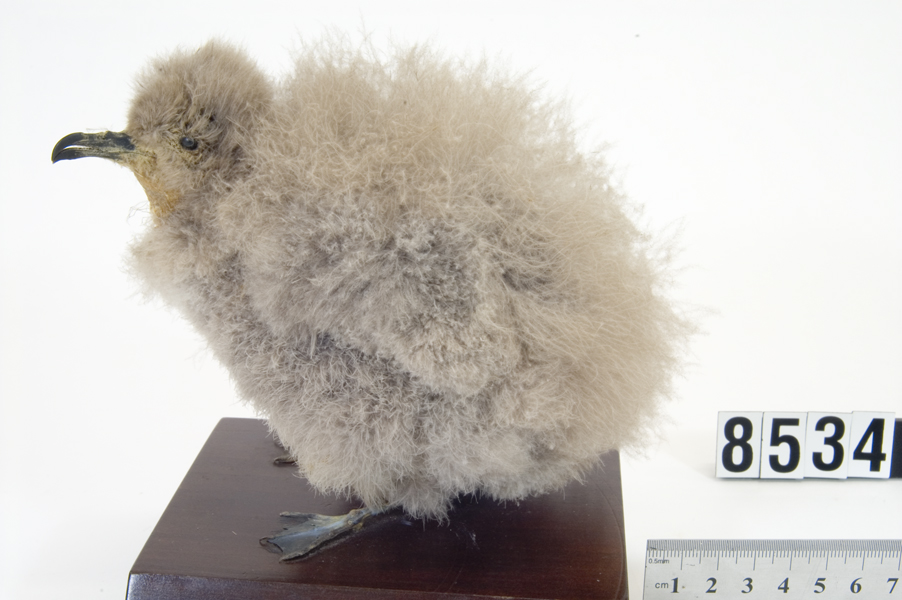
Mládě buřňáka

Doba hnízdění trvá od října do dubna. Buřňáci Pycroftovi hnízdí v norách, takže po návratu ze zimovišť začnou s jejich opravami. Nory hluboké 30–130 cm bývají umístěny v lese mezi kořeny stromů nebo pod balvany v dobře odvodněné půdě. Na konci nory se nachází hnízdo s měkkou vystýlkou. Samice snáší pouze jedno velké bílé vejce o rozměrech 48×35 mm a váze 32 g. Vejce jsou snášena od poloviny listopadu do konce prosince. Inkubaci dlouhou cca 45 dní zajišťují oba partneři; zatímco jeden partner sedí na vejcích, druhý se vydává na moře za potravou. V době hnízdění buřňáci Pycroftovi létají za potravou i stovky až tisíce kilometrů daleko. Mládě je nejdříve krmeno každé 2 dny, avšak interval se časem prodlužuje. Kolem věku 105 dní se mláďata rozletí na moře, kde stráví následujíc 2–3 roky, načež se vrací do svých natálních kolonií. Někteří buřňáci zahnízdí již kolem věku 3 let, jiní až o několik let později.

## Ohrožení
Podle subfosilních nálezů kostí buřňáků Pycroftových z ostrova Norfolk a ostrova Lorda Howa lze předpokládat, že původní hnízdní areál druhu byl mnohem větší než jen u novozélandských břehů. Hlavní ohrožení druhu představují invazní druhy savců, konkrétně krysy a potkani, kteří požírají vejce a mláďata buřňáků. Na ostrově Red Mercury se ještě v hnízdním období 1990–1991 nacházelo pouhých 1000–2000 hnízdících párů druhu, avšak po eradikaci krys ostrovních v roce 1992 se počet hnízdících párů k roku 2010 zpětinásobil.
Mezinárodní svaz ochrany přírody hodnotí druh jako zranitelný z důvodu geograficky omezeného hnízdního areálu a trvající hrozbě savčí invaze, která by velice rychle mohla populaci buřňáků dostat na pokraj vyhynutí.